# 1454
- Wikisource

| Calendário gregoriano                                                        | 1454 MCDLIV                                          |
| Ab urbe condita                                                              | 2207                                                 |
| Calendário arménio                                                           | 903 – 904                                            |
| Calendário bahá'í                                                            | -390 – -389                                          |
| Calendário budista                                                           | 1998                                                 |
| Calendário chinês                                                            | 4150 – 4151 Início a 29 de janeiro (aproximadamente) |
| Calendário copta                                                             | 1170 – 1171                                          |
| Calendário etíope                                                            | 1446 – 1447                                          |
| Calendários hindus - Vikram Samvat - Calendário nacional indiano - Cáli Iuga | 1509 – 1510 1375 – 1376 4554 – 4555                  |
| Calendário Holoceno                                                          | 11454                                                |
| Calendário islâmico                                                          | 858 – 859                                            |
| Calendário judaico                                                           | 5214 – 5215                                          |
| Calendário persa                                                             | 832 – 833                                            |
| Calendário rúnico                                                            | 1704                                                 |
| Calendário solar tailandês                                                   | 1997                                                 |

1454 (MCDLIV, na numeração romana) foi um ano comum do século XV do Calendário Juliano, da Era de Cristo, e a sua letra dominical foi F (52 semanas), teve início a uma terça-feira e terminou também a uma terça-feira.
| Ano completo                       |
| ---------------------------------- |
| Ano comum com início à terça-feira |

## Eventos
- Doação de terras em S. Paulo por João Gonçalves Zarco, destinadas à construção do primeiro hospital

## Nascimentos
- 9 de março - Américo Vespúcio, mercador, navegador, cartógrafo genovês (m. 1512).
- 14 de julho - Angelo Poliziano, humanista e poeta italiano (m. 1494).
- Catherine Cornaro, Rainha do Chipre (m. 1510).

## Mortes
- 20 de julho - Rei João II de Castela (n. 1405).